# Scutellaria serrata
Scutellaria serrata är en kransblommig växtart som beskrevs av Henry Charles Andrews. Scutellaria serrata ingår i Frossörtssläktet som ingår i familjen kransblommiga växter. Inga underarter finns listade i Catalogue of Life.

## Bildgalleri

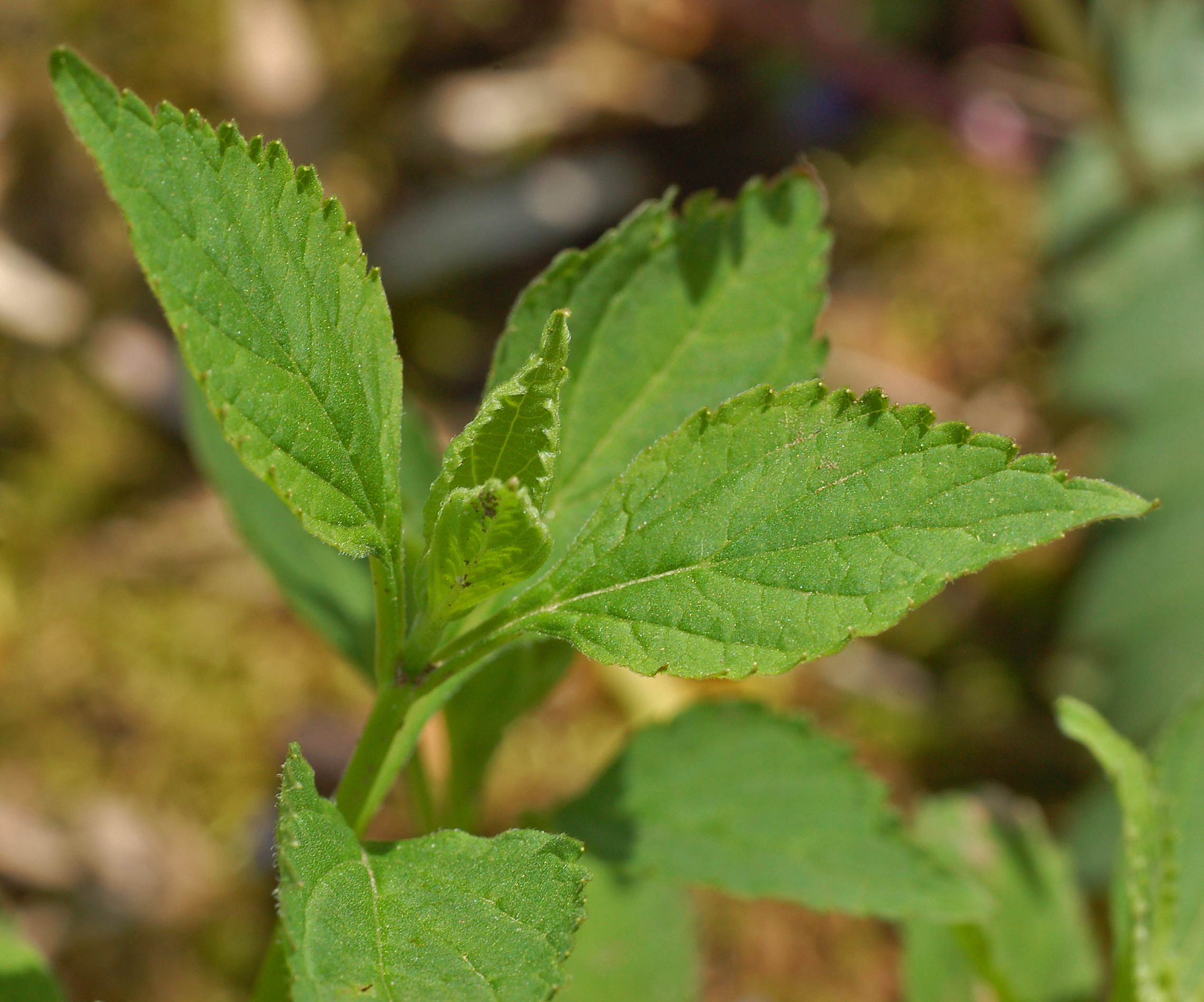